# Wilhelm Rudnick
Wilhelm Rudnick (ur. 30 grudnia 1850 w Dąbrówce (Damerkow), dziś w powiecie bytowskim, zm. 7 sierpnia 1927 w Legnicy) – niemiecki kompozytor, organista, pedagog muzyczny. 

## Życiorys
Pochodził z pomorskiej rodziny wiejskiej. W latach 1868–1871 uczęszczał na seminarium nauczycielskie w Bytowie. Od 1873 kształcił się w Berlinie w Instytucie Muzyki Kościelnej (Institut für Kirchenmusik in Berlin) oraz na Nowej Akademii Sztuki Muzycznej (Neue Akademie der Tonkunst) u Theodora Kullaka. W roku 1879 otrzymał stanowisko pierwszego organisty kościoła św. Bartłomieja w Berlinie. Jeszcze w tym samym roku został organistą w Landsbergu (dzisiejszym Gorzowie Wielkopolskim) w kościele mariackim (obecnie Katedra Wniebowzięcia Najświętszej Maryi Panny w Gorzowie Wielkopolskim). Jednocześnie prowadził zajęcia muzyczne w gimnazjum, prowadził szkołę muzyczną i był dyrygentem chóru męskiego przy towarzystwie śpiewaczym. W 1891 przeniósł się do Legnicy, gdzie został organistą w kościele św. Piotra i Pawła (obecnie katedra). Cztery lata później został mianowany w Legnicy królewskim dyrektorem muzycznym. W 1919 przeszedł na emeryturę. Jego syn Otto również był muzykiem kościelnym. 